# Bazilika Notre-Dame-des-Enfants
Bazilika Notre-Dame-des-Enfants (česky: Bazilika Panny Marie dětí) je bazilika minor, nacházející se v obci Châteauneuf-sur-Cher. Patrocinium je dedikováno Panně Marii, jejíž ochraně se svěřují francouzské děti. 

## Historie

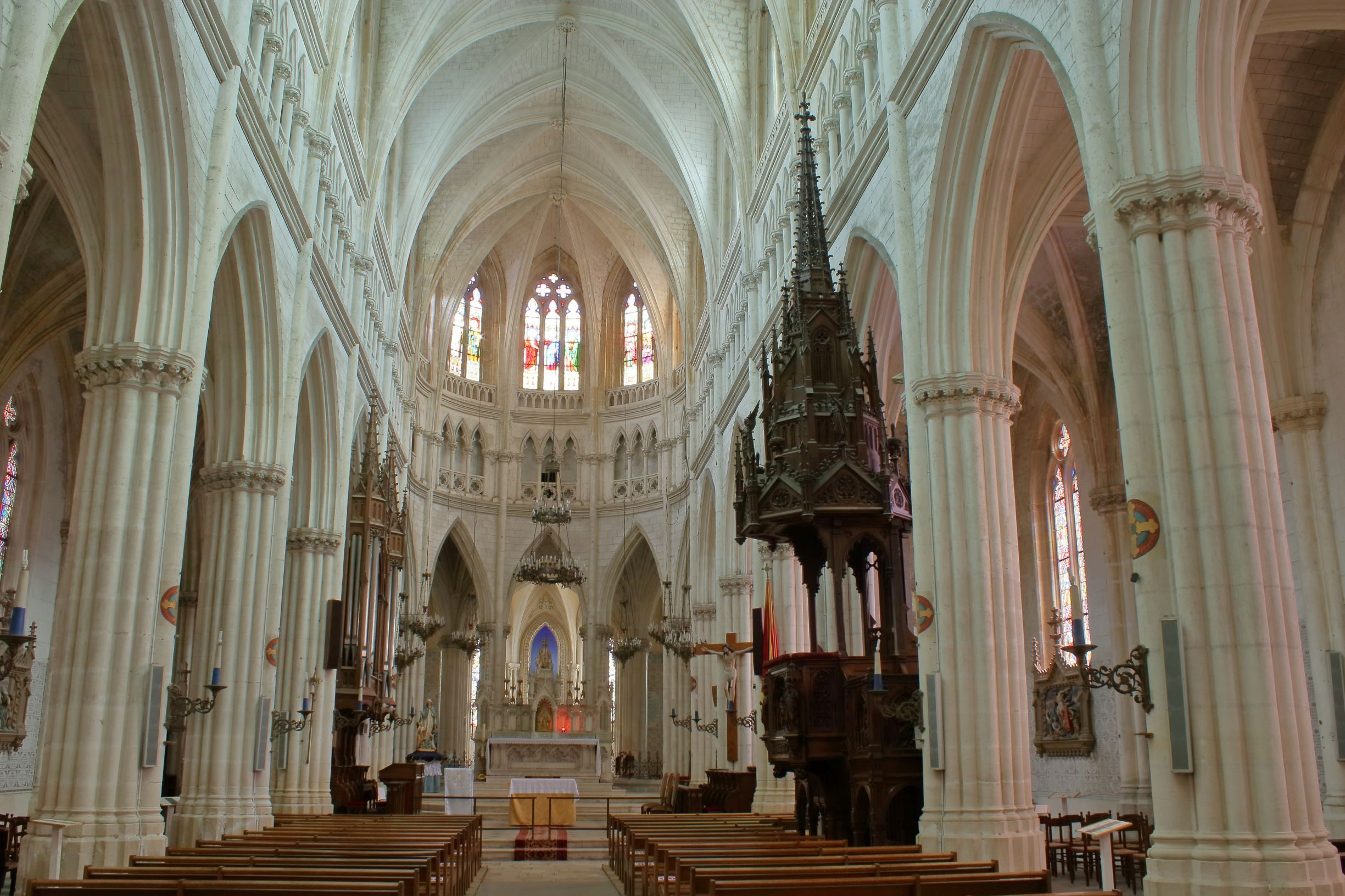
Pohled do hlavní lodi, vlevo se nachází varhany a vpravo kazatelna

Patrocinium bylo vybráno zejména díky iniciativě abbé Jacquese-Marie Ducrose, který přišel jako farář do obce Châteauneuf-sur-Cher v roce 1861. Původní kostel se nacházel v ruinách a nebylo možné do něj vejít. V roce 1866 bylo založeno Bratrstvo Panny Marie dětí (papežské breve Pia IX. obdrželo 21. 1. 1870). Dne 29. srpna 1869 byl posvěcen základní kámen kostela Mons. de La Tour d'Auvergne-Lauraguais, arcibiskupem bourgeským. Plány základů vypracoval Edouard Marganne, architekt z Vendôme, a plány na stavbu jako takovou připravil M. Auclair, architekt z Bourges. Hrubá stavba byla dokončena v roce 1879 a celkově dostavena včetně depozitáře roku 1886. 
V roce 1896 papež Lev XIII. povýšil kostel na baziliku. Od roku 1983 se jedná o státem chráněnou památku (tzv. Monument historique).

## Exteriér

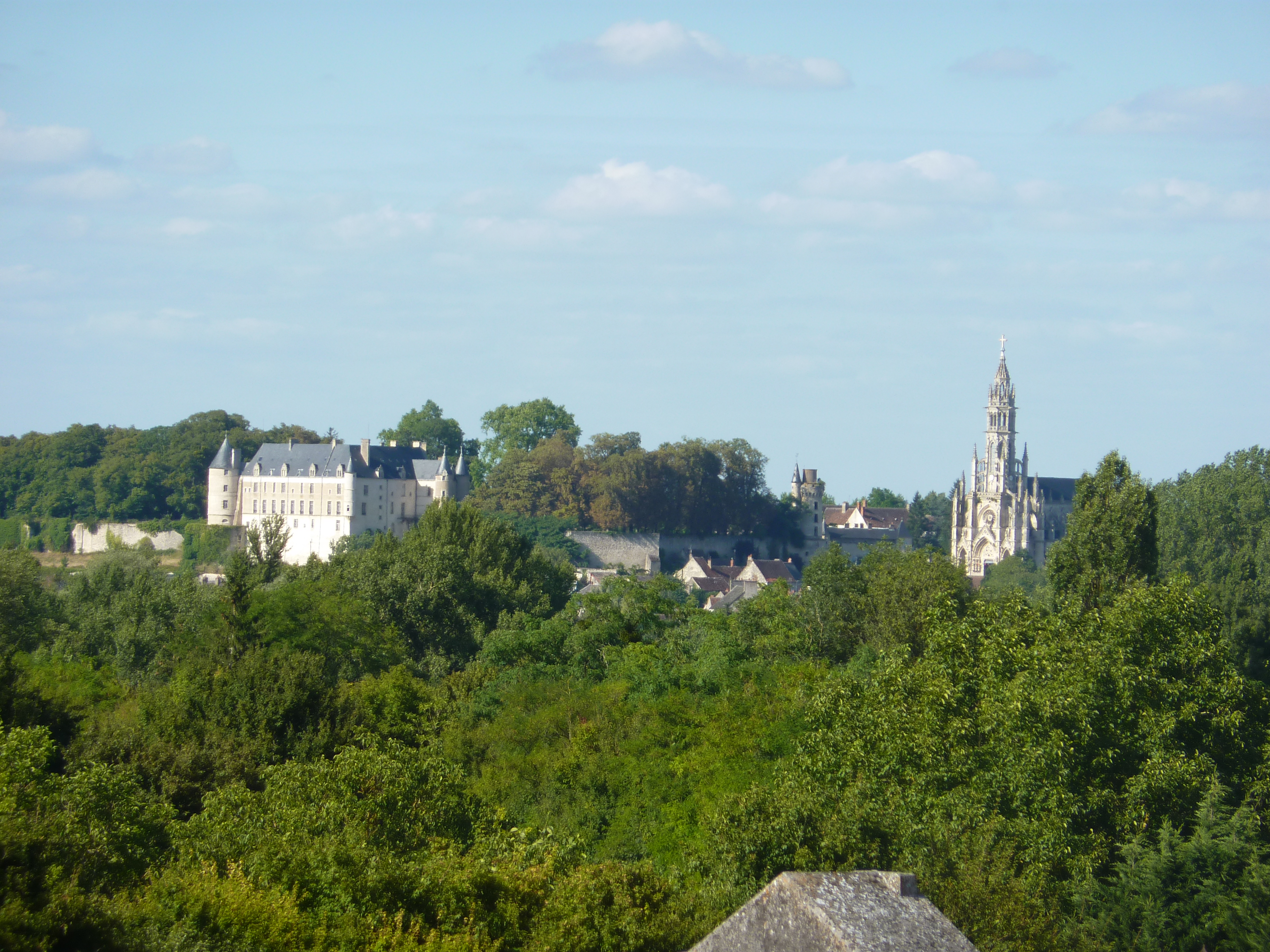
Pohled na Châteauneuf-sur-Cher s bazilikou vpravo
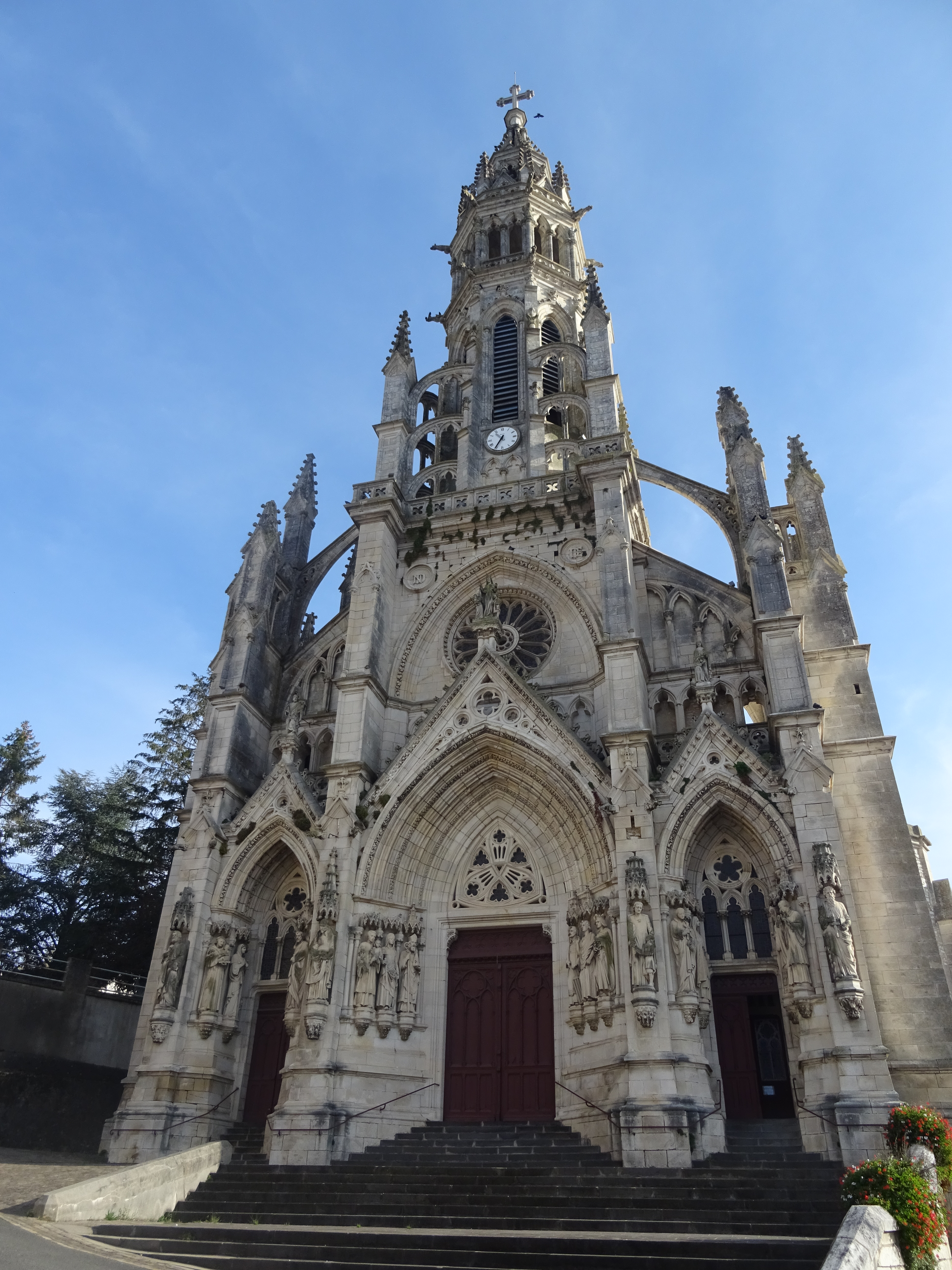
Průčelí baziliky
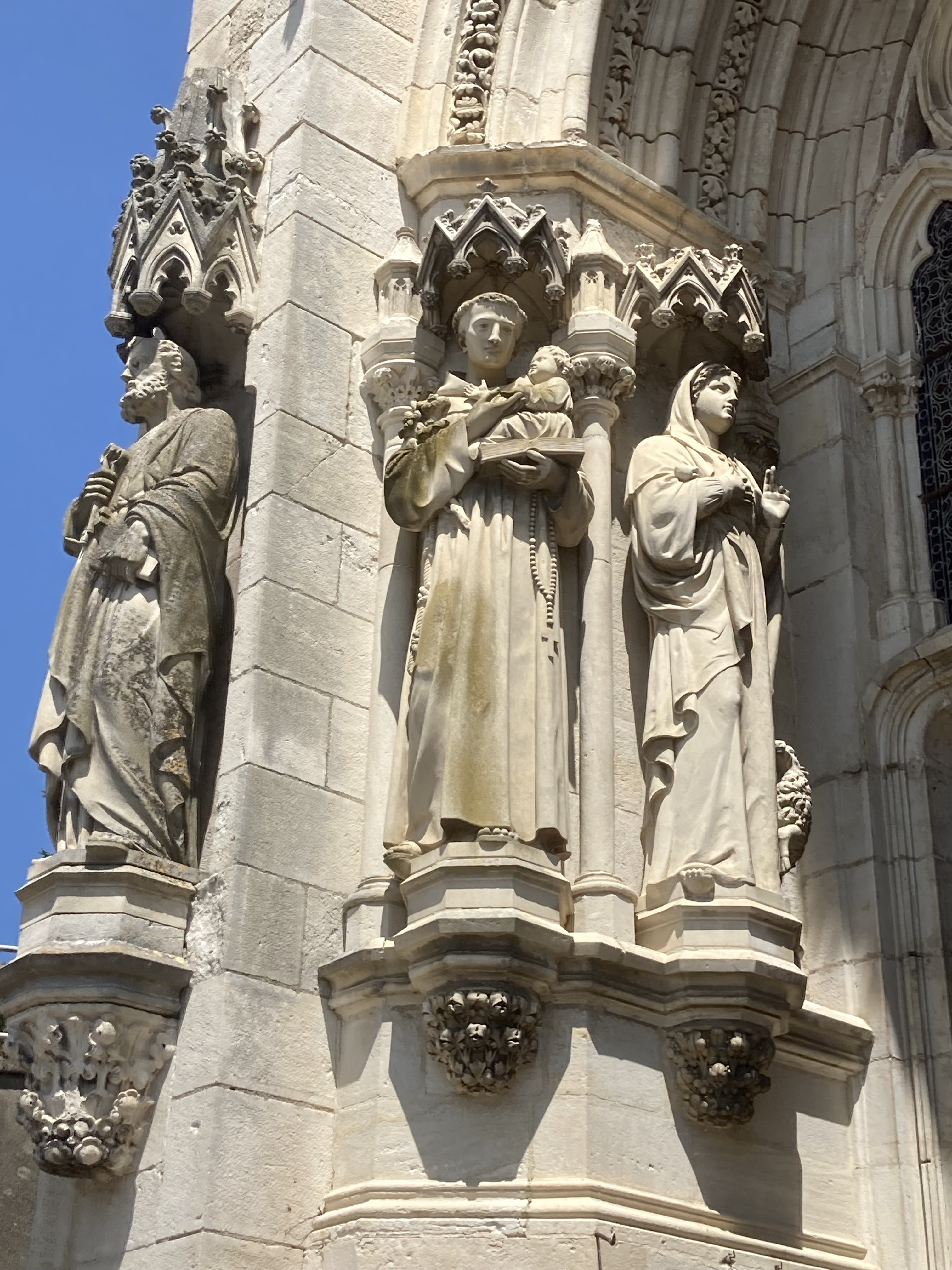
Sochy na fasádě
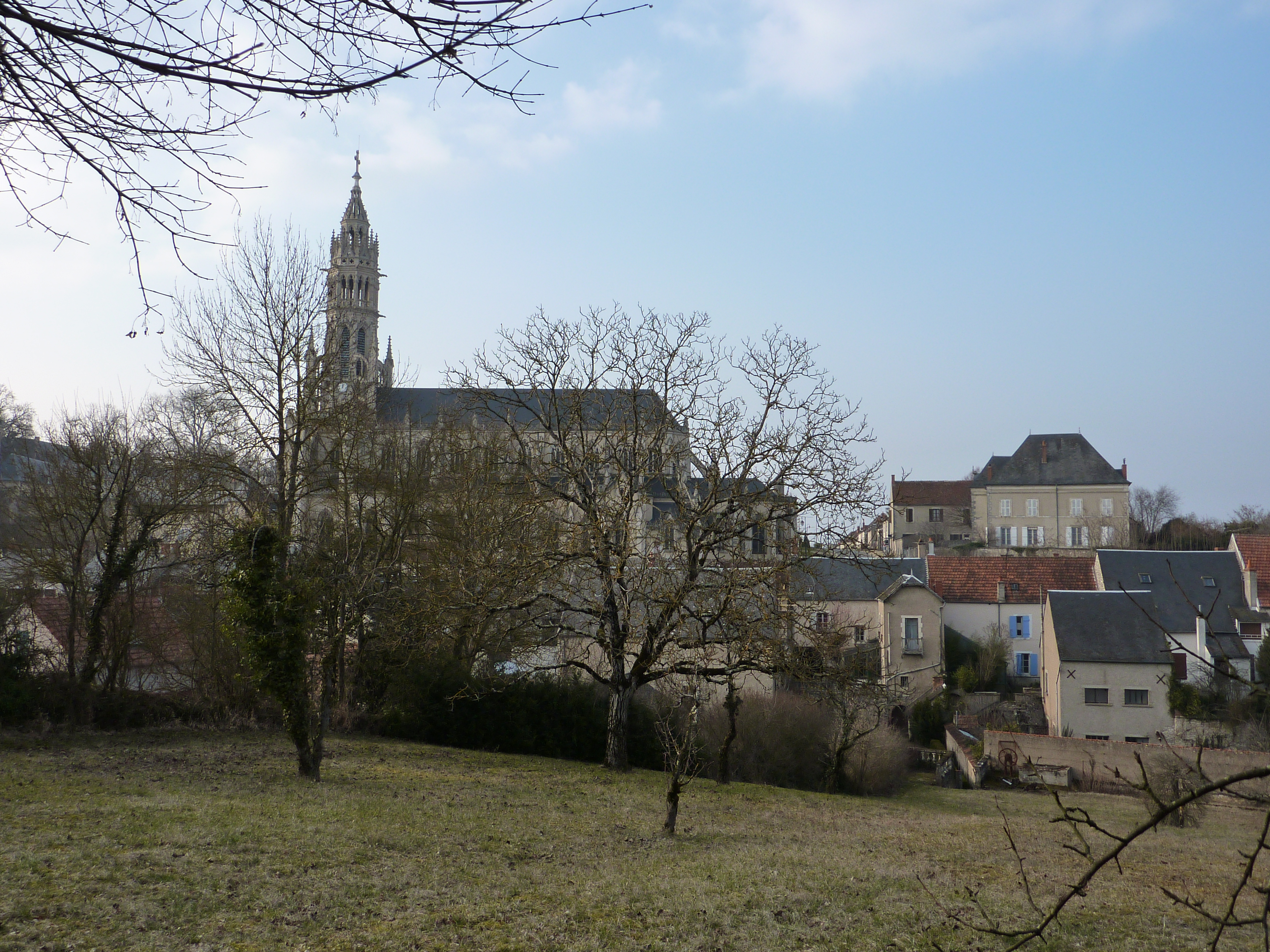
Severní strana baziliky

## Interiér

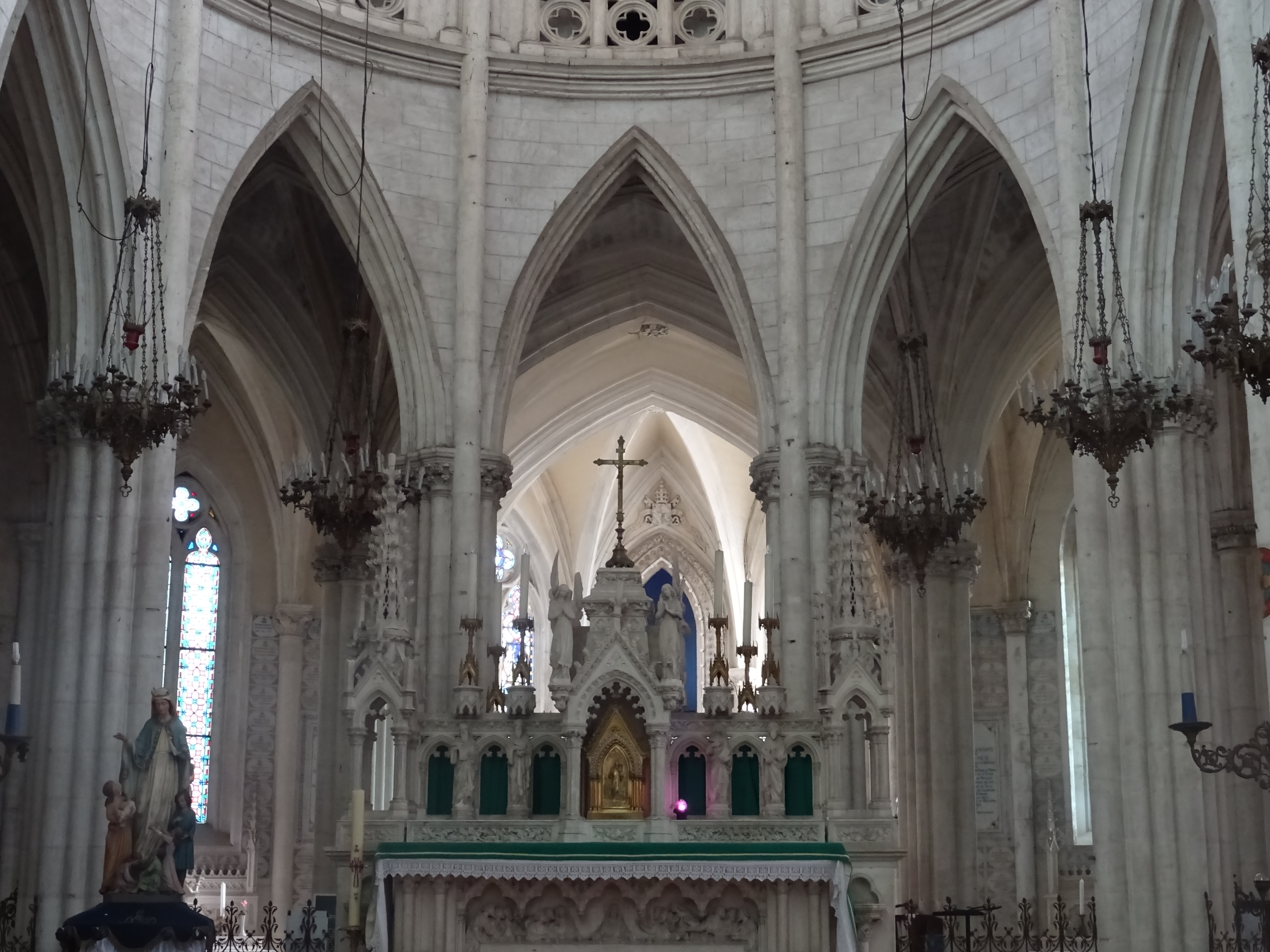
Hlavní oltář se svatostánkem
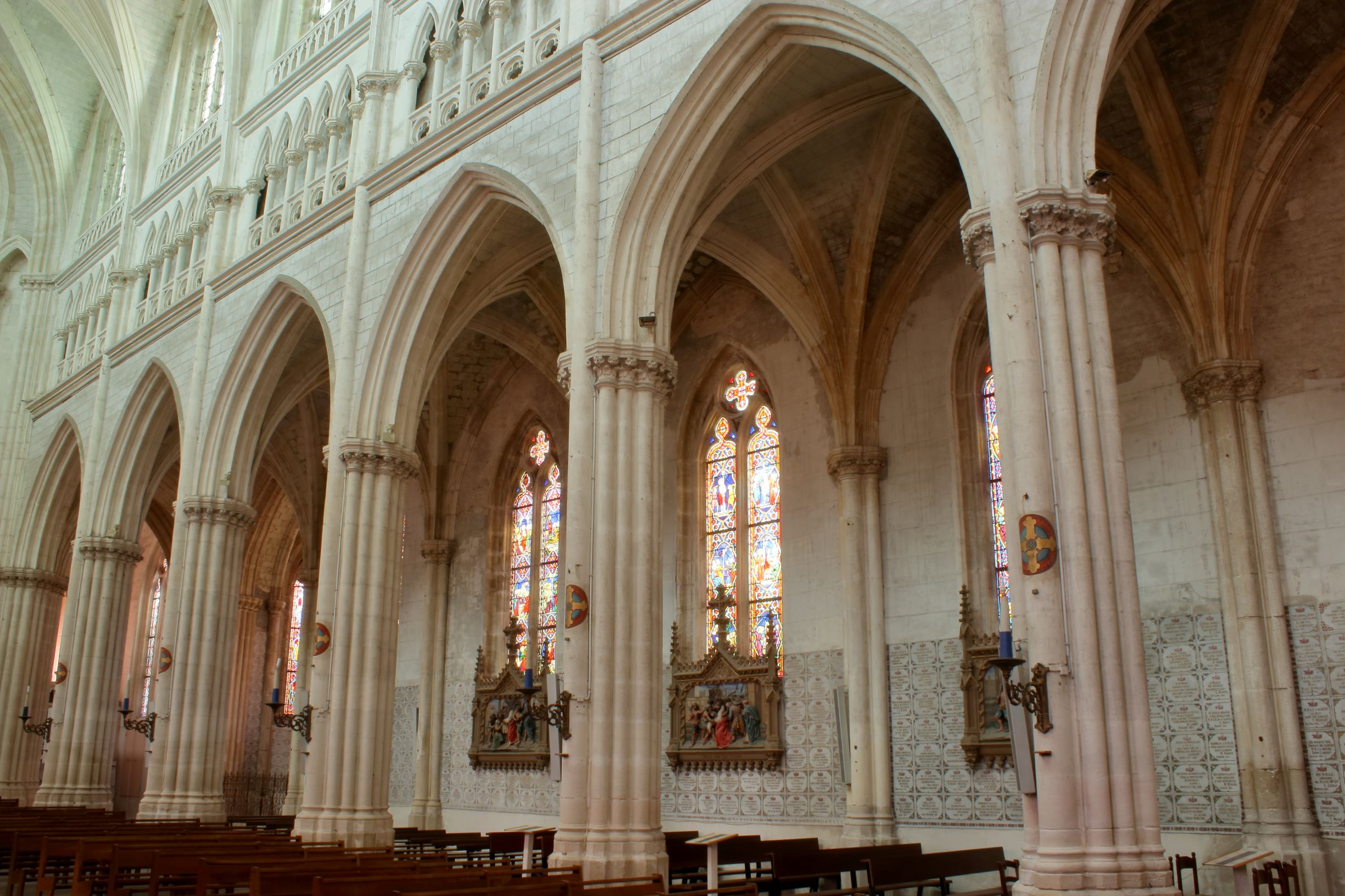
Pohled z hlavní lodi do severní
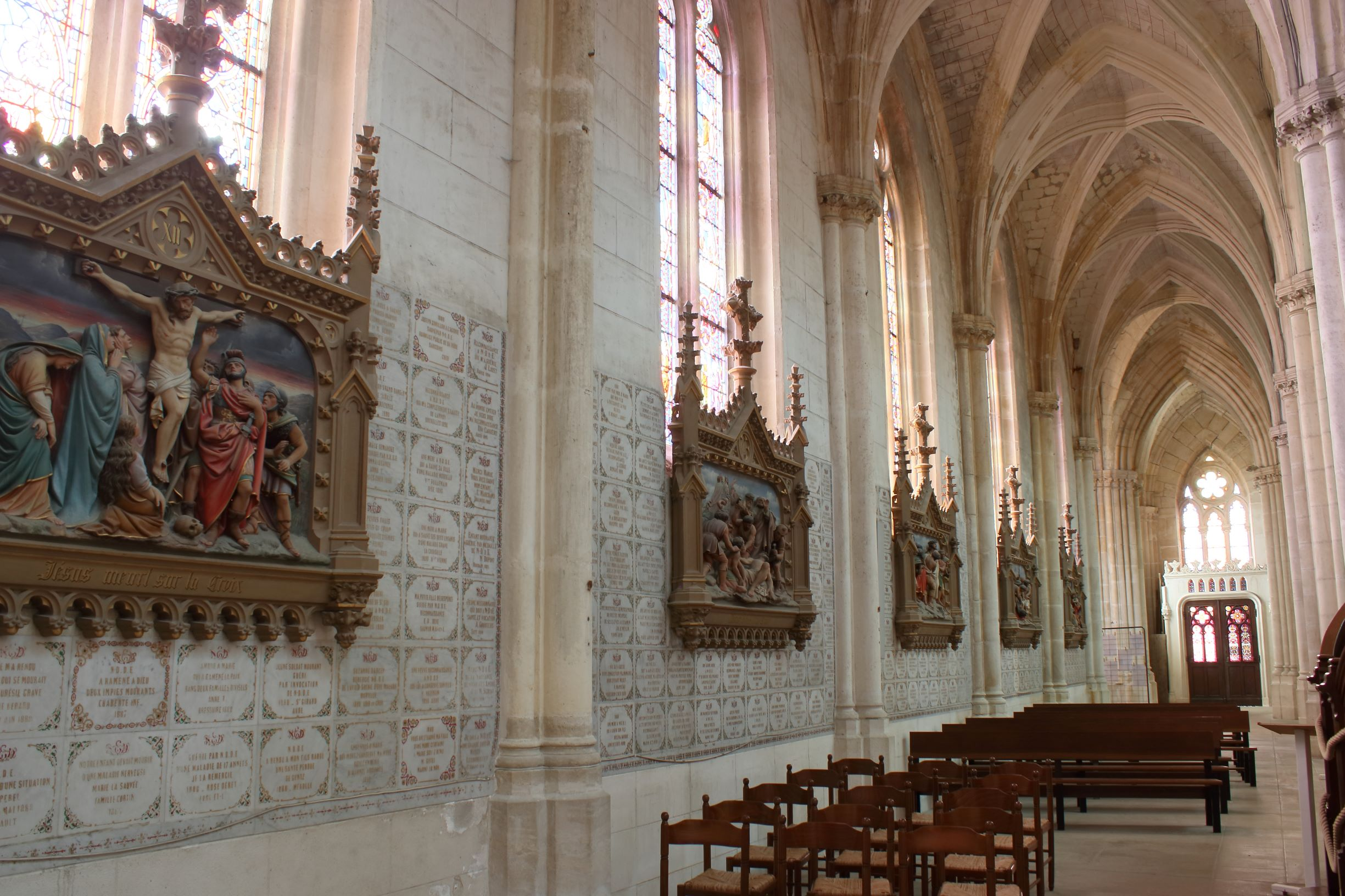
Jižní loď s votivními tabulkami
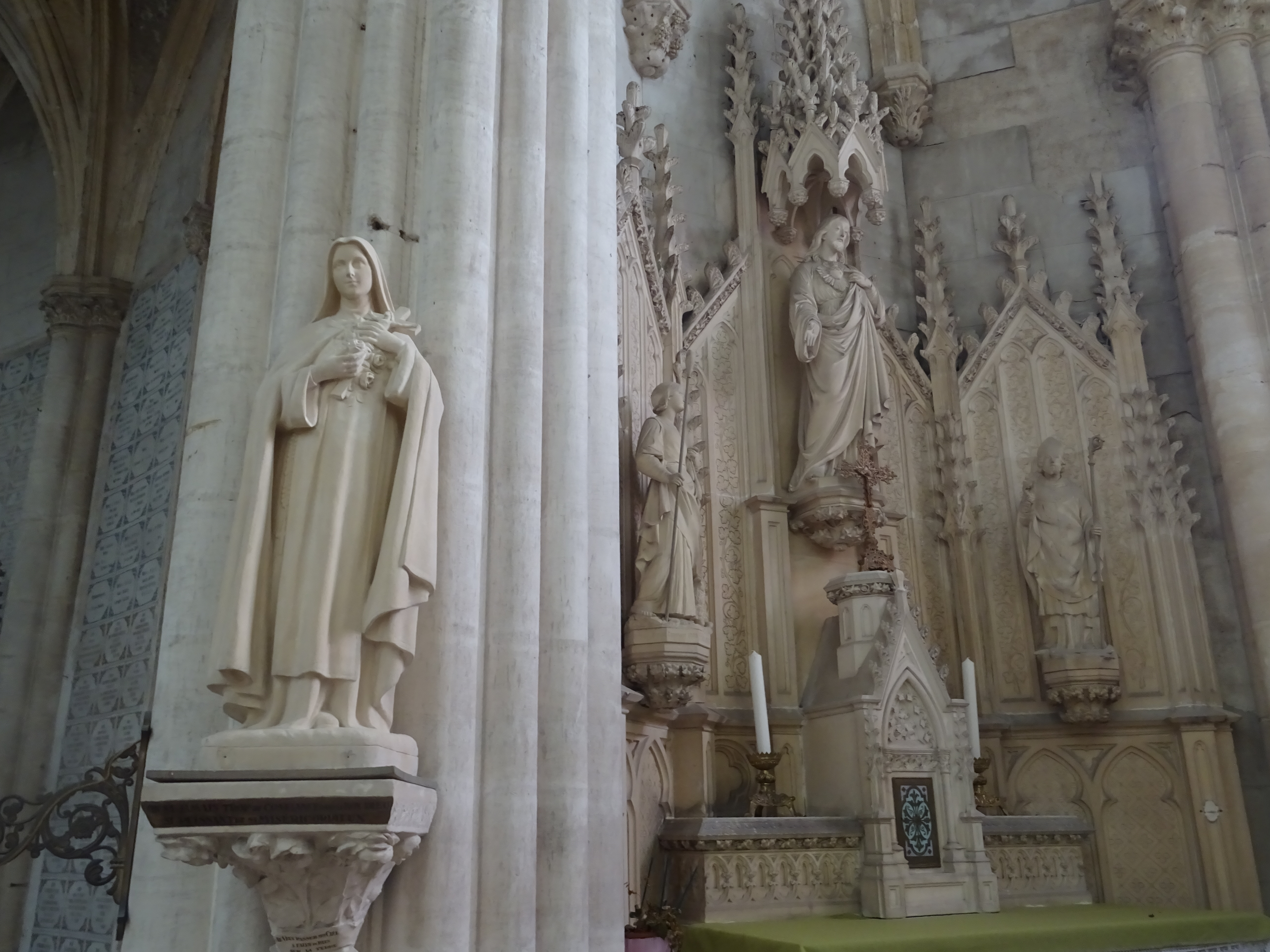
Oltář a socha sv. Terezie z Lisieux